# Ngoné Latyr Fall
Ngoné Latyr Fall, de son vrai nom Ngoné Latyr Absa est la fille du Damel Meissa Teinde Dior. Elle était une linguère (princesse) wolof de l'empire du Cayor. Elle est la mère du damel Lat Dior Diop (Lat Dior Ngoné Latyr héros sénégalais de la résistance à la pénétration coloniale).
Elle est aussi la mère du Damel Birima Ngoné Latyr Fall né de son union avec le Damel Macodou Coumba Yandé Fall. 